# Sjostedtiella nimbipennis
Sjostedtiella nimbipennis là một loài tò vò trong họ Ichneumonidae.